# Jardín botánico de la Universidad de Santiago de Compostela
El jardín botánico de la Universidad de Santiago de Compostela (en gallego: xardín botánico da Universidade de Santiago de Compostela), (USC), es un ambicioso proyecto cuyo inicio fue en parte financiado por el Consorcio de la Ciudad de Santiago que aún se encuentra en fase de ejecución y cuya finalización se prevé para el 2012. 
Está ubicado en las afueras de Santiago de Compostela, junto al río Sarela. 
Depende administrativamente de la universidad compostelana y cuenta con la participación de la Diputación de Pontevedra canalizada a través de los laboratorios de investigación de Areeiro.

## Colecciones
El botánico, cuya extensión alcanzará las 11 hectáreas, estará dedicado principalmente a la investigación del género Camelia, en un área del jardín llamada Georg Kamel (botánico en cuyo honor se dio nombre al género).
También alberga una sección dedicada a la preservación de flora autóctona y amenazada de la comunidad gallega, en otra zona que será llamada «Jardín de Gaia».
Este jardín botánico es miembro de la Asociación Ibero-Macaronésica de Jardines Botánicos (AIMJB).